# ジュリアン・バーガー
ジュリアン・バーガー（Julien Berger、1990年1月10日 - ）は、コニャック・サン＝ジャン＝ダンジェリに所属するラグビーユニオン選手。

## プロフィール
- ベルギー出身[1]。
- ポジションはスクラムハーフ(SH)。
- 身長 171cm、体重 85kg
- ベルギー代表キャップは29（2020年8月現在）[2]。
- 7人制ベルギー代表に選ばれたことがある。

## 略歴
ラ・ロシェル、プロヴァンス、リモージュ、ニーム、USONヌヴェールを経て、2020年、コニャック・サン＝ジャン＝ダンジェリに加入。